# Afton Williamson
Afton Williamson (* 17. července 1985, Toledo, Ohio, Spojené státy americké) je americká herečka. Proslavila se rolí strážníka Talie Bishop v seriálu stanice ABC Zelenáč.

## Životopis
Williamson se narodila v Toledu v Ohiu. Svůj bakalářský titul získala na univerzitě v Michiganu a magisterský titul v rámci vzdělávacího programu festivalu Shakespeare se sídlem v Montgomery v Alabamě.

## Kariéra
V roce 2010 byla náhradnicí Kerry Washington v Broadwayské hře Race. Poprvé se objevila na televizních obrazovkách v seriálu Dobrá manželka. Poté si zahrála v seriálech jako Zákon a pořádek: Útvar pro zvláštní oběti, Spravedlnost v krvi a Stoupenci zla. Vedlejší roli získala v dramatickém seriálu stanice CBS Muž s posláním. Během let 2011 a 2012 hrála roli Makeny v první řadě seriálu Nashville. Během let 2014 až 2015 hrála hlavní roli v seriálu Banshee. V roce 2011 si poprvé zahrála ve filmu Pariah.
V roce 2016 si zahrála hlavní roli v seriálu The Breaks. V roce 2018 získala roli v dramatickém seriálu stanice ABC Zelenáč, po boku Nathana Fillona. Po první řadě seriál opustila kvůli rasové diskriminaci, sexuálnímu obtěžování a napadení ze strany nejmenované hostující hvězdy, maskérů a producentů.

## Filmografie

### Film
| Rok  | Název                   | Role            | Poznámky |
| ---- | ----------------------- | --------------- | -------- |
| 2011 | Pariah                  | Mika            |          |
| 2012 | Muž na hraně            | Janice Ackerman |          |
| 2017 | Finding Her             | Tiffany Watson  |          |
| 2018 | Write When You Get Work | Valamy Vega     |          |
| 2019 | Otherhood               | Julia           |          |

### Televize
| Rok       | Název                                     | Role                 | Poznámky                           |
| --------- | ----------------------------------------- | -------------------- | ---------------------------------- |
| 2010      | Da Brick                                  | Rachel               | neprodaný televizní pilot          |
| 2010      | Dobrá manželka                            | Yarissa Morgan       | díl: „Průšvihářky“                 |
| 2011      | Zákon a pořádek: Útvar pro zvláštní oběti | Isabelle Wright      | díl: „Dozvuky“                     |
| 2011      | Ve jménu vlasti                           | Helen Walker         | 3 díly                             |
| 2011–2012 | Muž s posláním                            | Autumn               | 9 dílů                             |
| 2012      | Spravedlnost v krvi                       | strážník Perez       | díl: „No Questions Asked“          |
| 2012      | Milionový lékař                           | Heather Small        | díl: „Business & Pleasure“         |
| 2012      | Abducted: The Carlina White Story         | Cassandra            | TV film                            |
| 2012      | Nashville                                 | Makena               | 3 díly                             |
| 2013–2015 | Stoupenci zla                             | Haley Mercury / Kate | 2 díly                             |
| 2014–2015 | Banshee                                   | Alison Medding       | 14 dílů                            |
| 2015      | Jak prosté                                | Shauna Scott         | díl: „Útěk z vězení“               |
| 2016      | Jedna noc                                 | důstojník Wigginsová | 5 dílů                             |
| 2015–2016 | Mrtvý bod                                 | Kara Sloane          | 2 díly                             |
| 2017      | The Breaks                                | Nikki                | 8 dílů                             |
| 2017      | Černá listina                             | Lulu                 | díl: „Apatykář (č. 59)“            |
| 2018      | Bull                                      | Gabrielle Ramsden    | díl: „Witness for the Prosecution“ |
| 2018      | Špinaví poldové                           | Katie Myers          | díl: „The Hollow Crown“            |
| 2018–2019 | Zelenáč                                   | Talia Bishop         | hlavní role (1. řada), 20 dílů     |